# Nitroalkane

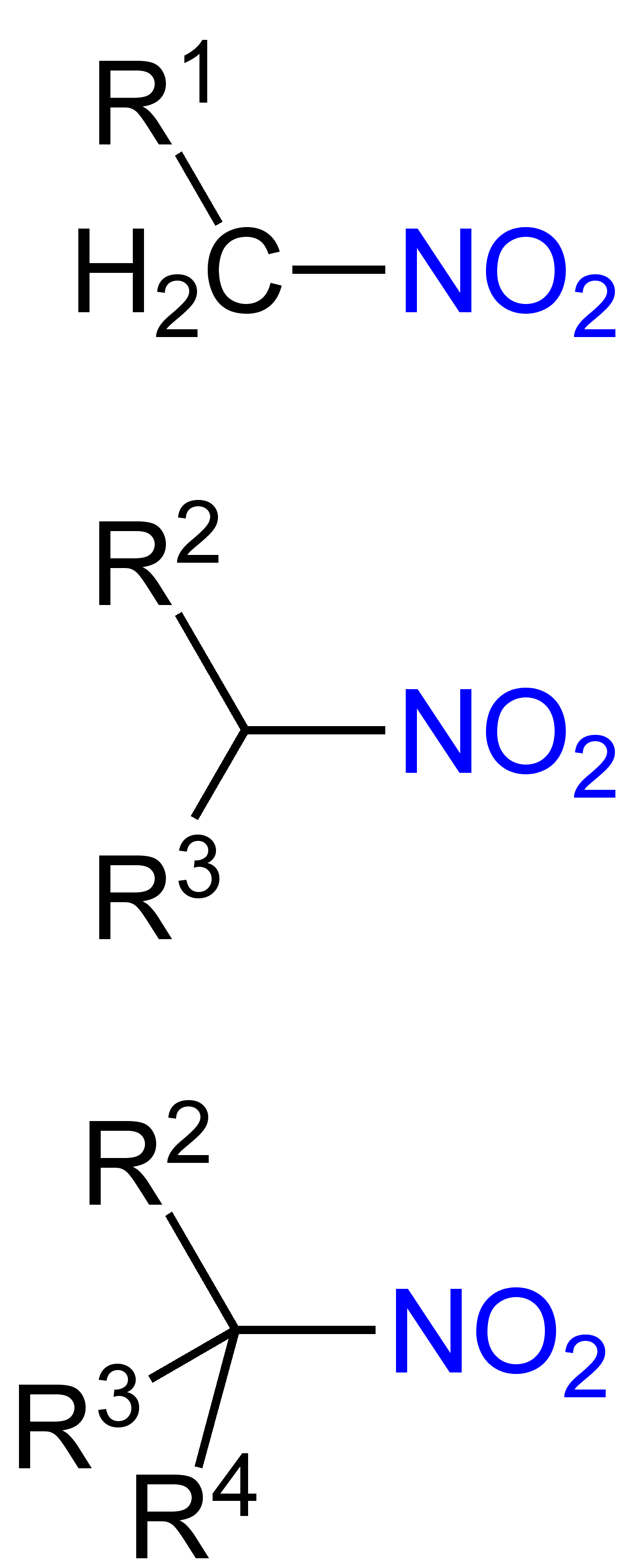
Von oben nach unten: primäre, sekundäre und tertiäre Nitroalkane (R^{1}= Wasserstoffatom oder Alkyl-Rest, R^{2}–R^{4} = Alkyl-Rest). Die Nitrogruppe ist blau markiert.

Nitroalkane (auch Nitroparaffine) sind chemische Verbindungen die aus einem aliphatischen Kohlenwasserstoff-Gerüst bestehen, bei dem ein oder mehrere Wasserstoffatome durch eine Nitrogruppe (–NO2) ersetzt sind. Je nach Stellung der Nitrogruppe innerhalb des Moleküls werden primäre, sekundäre und tertiäre Nitroalkane unterschieden.

## Nomenklatur
In der aktuellen chemischen Nomenklatur weist das Präfix Nitro- auf eine Kohlenstoff-gebundene NO2-Gruppe hin. Es sind jedoch noch irreführende historische oder Trivialnamen gebräuchlich, wie beispielsweise Nitroglycerin: Hier ist der Alkylrest über ein verbrückendes Sauerstoffatom an den Stickstoff gebunden, weswegen es sich nicht um ein Nitroalkan, sondern um einen Triester der Salpetersäure handelt.

## Synthese
Im Labor gewinnt man die primären und sekundären Nitroalkane meist durch Umsetzung der Alkyliodide mit Natriumnitrit in Dimethylformamid-Lösung bei Gegenwart von Harnstoff. Die tertiären Nitroalkane sind durch Oxidation tertiärer Alkylamine mit Kaliumpermanganat zugänglich.

## Eigenschaften
Die Schmelz- und Siedepunkte von einfachen aliphatischen Nitroalkanen sind höher als diejenigen entsprechender Alkane oder Alkohole (siehe Tabelle).
| Substanz                     | Schmelzpunkt | Siedepunkt |
| ---------------------------- | ------------ | ---------- |
| Methan CH4                   | −183 °C      | −161 °C    |
| Methanol CH3OH               | −98 °C       | 65 °C      |
| Nitromethan CH3NO2           | −29 °C       | 101 °C     |
| Ethan CH3CH3                 | −172 °C      | −88 °C     |
| Ethanol CH3CH2OH             | −114 °C      | 78 °C      |
| Nitroethan CH3CH2NO2         | −90 °C       | 114 °C     |
| Propan CH3CH2CH3             | −188 °C      | −42 °C     |
| Propan-1-ol CH3CH2CH2OH      | −127 °C      | 97 °C      |
| 1-Nitropropan CH3CH2CH2NO2   | −108 °C      | 131 °C     |
| Propan-2-ol CH3CH(OH)CH3     | −90 °C       | 82 °C      |
| 2-Nitropropan CH3CH(NO2)CH3  | −93 °C       | 120 °C     |
| Butan CH3CH2CH2CH3           | −138 °C      | −0,5 °C    |
| Butan-1-ol CH3CH2CH2CH2OH    | −90 °C       | 117 °C     |
| 1-Nitrobutan CH3CH2CH2CH2NO2 | −81 °C       | 152 °C     |
| Substanz                    | pKa     |
| --------------------------- | ------- |
| Nitromethan CH3NO2          | 10,2[2] |
| Nitroethan CH3CH2NO2        | 8,6[3]  |
| 1-Nitropropan CH3CH2CH2NO2  | 9[3]    |
| 2-Nitropropan CH3CH(NO2)CH3 | 7,74[3] |
Die Nitrogruppe übt einen negativen induktiven Effekt auf das Kohlenstoffatom aus, das sie trägt. Nitroalkane, die am α-Kohlenstoffatom (dem der Nitrogruppe benachbarten Kohlenstoffatom) ein Wasserstoffatom enthalten, sind CH-acide Verbindungen. Das bei Deprotonierung entstehende Anion kann sowohl durch diesen induktiven Effekt, als auch durch Delokalisation der Ladung durch Mesomerie stabilisiert werden. Als Folge davon sind primäre und sekundäre Nitroalkane relativ stark sauer und können einfach basisch deprotoniert werden. Die so gebildeten Carbanionen sind reaktive Zwischenstufen für die präparativ interessante Knüpfung von neuen Kohlenstoff-Kohlenstoff-Bindungen.
Nitroalkane neigen zu einer stark exothermen Zersetzung, die explosionsartig verlaufen kann. Nitromethan und Nitroethan können zur Detonation gebracht werden. Die Zersetzungswärmen sinken tendenziell mit steigender Molmasse, der Zersetzungsbeginn verschiebt sich zu niedrigeren Temperaturen.
| Nitroalkan       | Molare Masse (g·mol−1) | Zersetzungsbeginn (DSC) (°C) | Spezifische Zersetzungswärme (kJ·kg−1) | Molare Zersetzungswärme (kJ·mol−1) |
| ---------------- | ---------------------- | ---------------------------- | -------------------------------------- | ---------------------------------- |
| Nitromethan      | 61,0                   | 300                          | 3975                                   | 242,6                              |
| 1-Nitropropan    | 89,1                   | 210                          | 2466                                   | 219,7                              |
| 2-Nitropropan    | 89,1                   | 180                          | 2100                                   | 187,1                              |
| 1-Nitropentan    | 117,2                  | 230                          | 1776                                   | 208,1                              |
| 1-Nitroheptan    | 145,2                  | 200                          | 1195                                   | 173,5                              |
| Nitrocyclopentan | 115,5                  | 200                          | 1624                                   | 187,0                              |
| Nitrocyclohexan  | 129,2                  | 210                          | 1429                                   | 184,6                              |

## Reaktionen
Die Umwandlung von Nitrogruppen in Carbonylgruppen wird als Nef-Reaktion bezeichnet:
Diese Reaktion ist auf drei Arten möglich:
- Säure-Base-Methode: Nitronatsalz, das vorgängig gebildet wurde, wird in eine starke wässrige Säure gegeben (Standard-Verfahren)
- Oxidative Methoden
- Reduktive Methoden